# Forsthof (Pass)

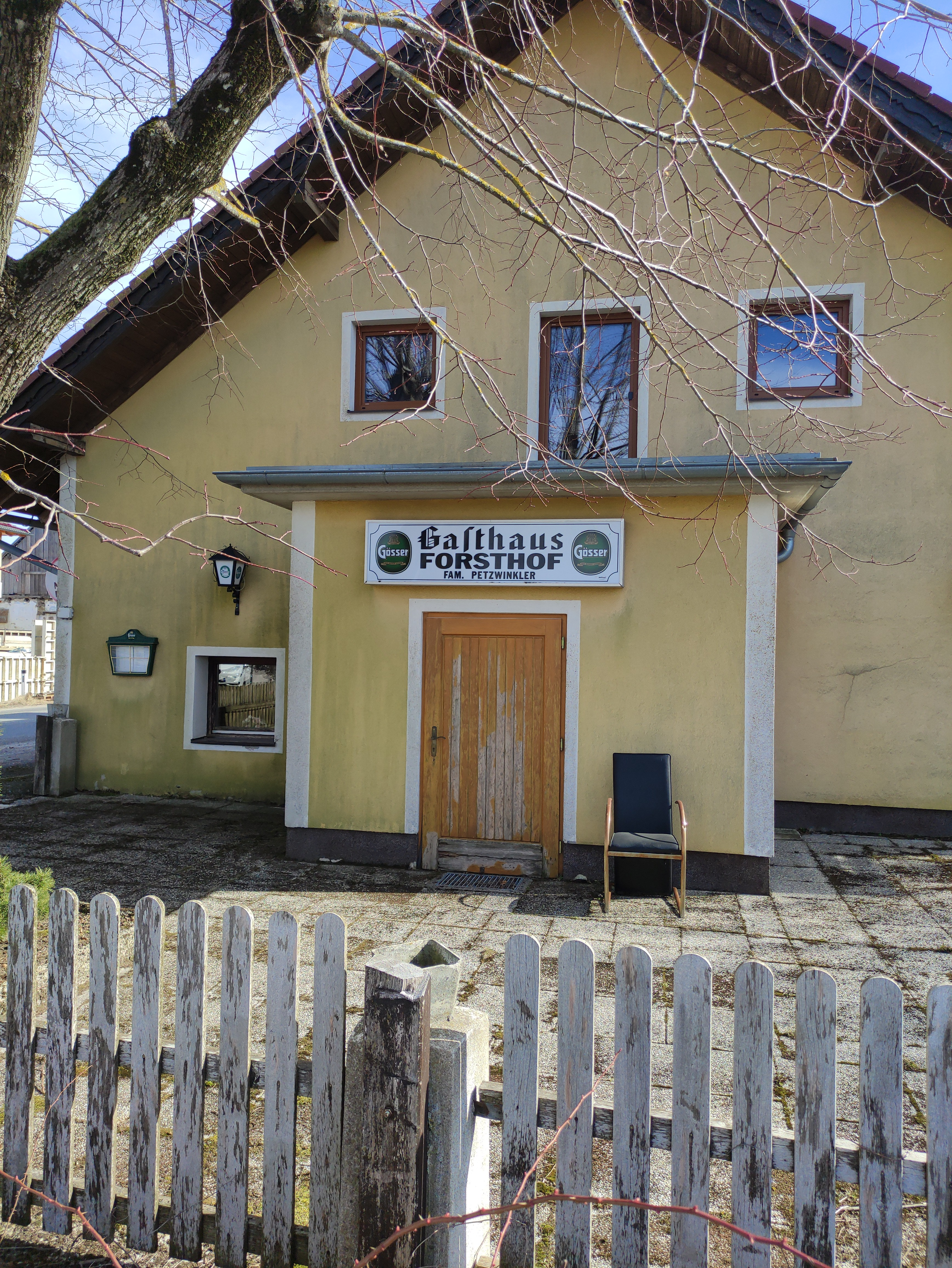
Forsthof - Gasthaus auf Passhöhe (2025)

Der Forsthof ist ein 564 m ü. A. hoher Gebirgsübergang in Niederösterreich zwischen Laaben im Bezirk St. Pölten und Klausen-Leopoldsdorf im Bezirk Baden. Über den Pass führt die Straße L110. Von der Passhöhe führen mehrere Wanderwege auf den Schöpfl.